# Teatro Guglielmi
Il Teatro Comunale Guglielmi è un teatro storico della città di Massa edificato nel XIX secolo.
Ospita annualmente una stagione di teatro di prosa, organizza inoltre attività di formazione che prevedono iniziative varie e laboratori rivolti al mondo della scuola, con l'allestimento di spettacoli per la sezione Teatro ragazzi.

## Storia
La necessità di dotare la città di Massa di un teatro più capiente del vecchio teatro di Corte, ormai insufficiente alle nuove esigenze, si presentò dopo la seconda metà dell'Ottocento all'indomani dell'Unità d'Italia.
Il 22 maggio 1868 il Consiglio comunale approvò la costruzione del nuovo teatro e stabilì di dedicarlo a Pietro Alessandro Guglielmi, il più illustre musicista massese. Nel 1872 la progettazione fu assegnata all'architetto Vincenzo Micheli, che aveva già progettato il teatro di Pisa.
Nel 1878 il comune provvide all'acquisto dei terreni appena al di fuori delle antiche mura sul nuovo viale XX Settembre (odierno viale E. Chiesa) che conduceva alla stazione ferroviaria.
I lavori procedettero molto lentamente e furono completati definitivamente solo nel 1886.
Il 25 aprile del 1886 il nuovo teatro fu inaugurato con la rappresentazione Maria di Rohan di Gaetano Donizetti messa in scena per dodici sere consecutive.
La stagione teatrale, dall'inaugurazione del teatro, non ha subito interruzioni ad eccezione degli anni durante la Seconda guerra mondiale, quando la città era situata sulla Linea Gotica, e durante la stagione 2004/2005 per effettuare i lavori di restauro che hanno adeguato la struttura alle più moderne norme di sicurezza e agibilità.
Il teatro è stato riaperto al pubblico sabato 16 febbraio 2013 e inaugurato con uno spettacolo di Massimo Ranieri dopo essere rimasto chiuso per oltre due anni a causa di inagibilità dovuta a problemi di staticità delle antiche capriate in legno che sostengono il tetto che si erano deteriorate.